# Río Cangaime
Der Río Cangaime ist der etwa 225 km lange linke und wasserreichere Quellfluss des Río Morona im Osten von Ecuador in der Provinz Morona Santiago.

## Flusslauf
Der Río Cangaime entspringt in einem bis zu 1900 m hohen subandinen Gebirgszug auf einer Höhe von etwa 1500 m. Er durchschneidet auf den ersten zehn Kilometern den Gebirgskamm in östlicher Richtung und wendet sich anschließend in Richtung Südsüdost. Nach etwa 80 Kilometern durchschneidet er einen niedrigen Höhenrücken, wobei er sich 15 km nach Osten wendet. Schließlich erreicht der Fluss den Westrand des Amazonastieflands. Er fließt nun 40 km nach Süden, anschließend etwa 45 km in Richtung Westsüdwest und schließlich auf den letzten 20 Kilometern nach Südwesten. Im Amazonastiefland bildet der Fluss zahlreiche Flussschlingen. Der Río Cangaime vereinigt sich mit dem direkt aus dem Gebirge von Westen kommenden Río Mangosiza zum Río Morona. Ein wichtiger Nebenfluss ist der Río Macuma, der bei Flusskilometer 65 von Osten kommend auf den Río Cangaime trifft.